# 我愛你，你太完美了。所以，還是改變一下吧
《你咪理，我愛你，死未！》(I Love You, You're Perfect, Now Change) 是一齣音樂喜劇，為 Joe DiPietro 和 Jimmy Roberts 原創。它是外百老匯音樂劇當中第二長夀者，僅次於The Fantasticks，從 1996年首次公演至今，並由 Popular Productions Ltd. 在倫敦哲麥街劇院(Jermyn Street Theatre)重演。2007年6月20日中文版在北京首次演出。而台灣也曾於2007年以英文版演出。
這齣戲的標語(tagline)乃是：「一切你曾偷偷想過，對於約會、浪漫、結婚、愛人、先生/老婆和他的親戚，而你卻羞於承認的念頭。」(Everything you have ever secretly thought about dating, romance, marriage, lovers, husbands, wives and in-laws, but were afraid to admit.)
本劇曾被改編成粵語，以《你咪理，我愛你，死未！》之名由風車草劇團在香港演出。
本劇亦在2019年被改编成粤語電影《你咪理，我愛你！》由王祖藍執導，2019年1月31號在香港上映。

## 內容大綱
《你咪理，我愛你，死未！》是由許多關於愛與關係的場(scene)組合而成的。除了少數例外，每一場互相獨立，但其先後順序是依循著人生的進程的。例如：第一次約會的場景被安排在結婚之前，而結婚的場景在養育小孩之前。本劇有很多角色，但演員很少：最初在外百老匯的演出只有四個演員。

## 外部連結
- 本劇官方網站(外百老匯) （页面存档备份，存于）
- 官方網站(倫敦)
- Popular Productions Ltd Website （页面存档备份，存于）
- 中文版(北京)的報導
- 台灣版演出官方網站(台北)